# ایستگاه اوشیاژ
ایستگاه اوشیاژ (به لاتین: Oshiage Station) یک ایستگاه قطار و ایستگاه مترو در توکیو است که در سومیدا-کو واقع شده‌است.